# Tolyphus punctatostriatus
Tolyphus punctatostriatus là một loài bọ cánh cứng trong họ Phalacridae. Loài này được Kraatz miêu tả khoa học năm 1858.